# Набивна тканина

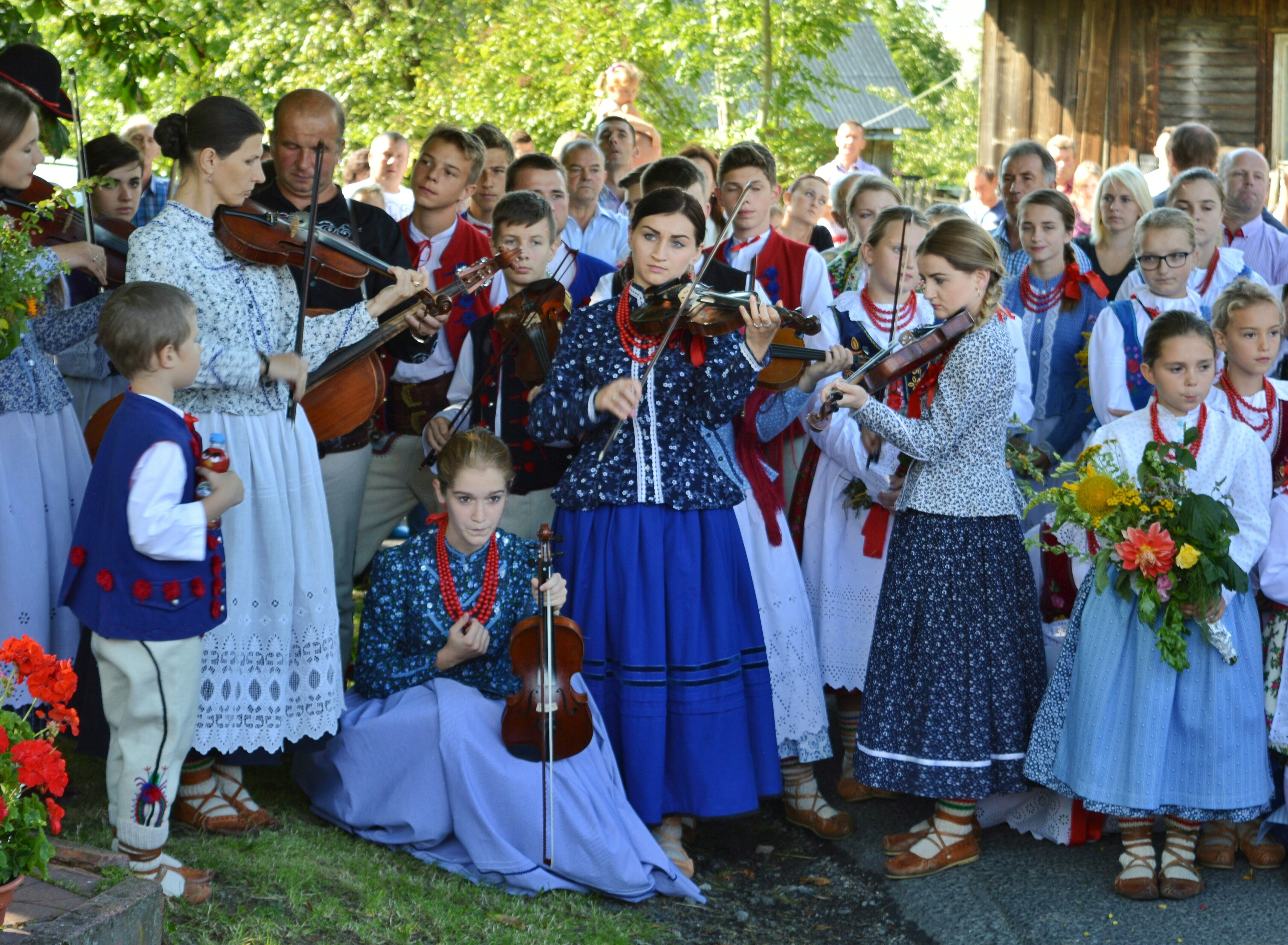
Набивна тканина в костюмах живецьких горян - гурт "Grojcowianie"

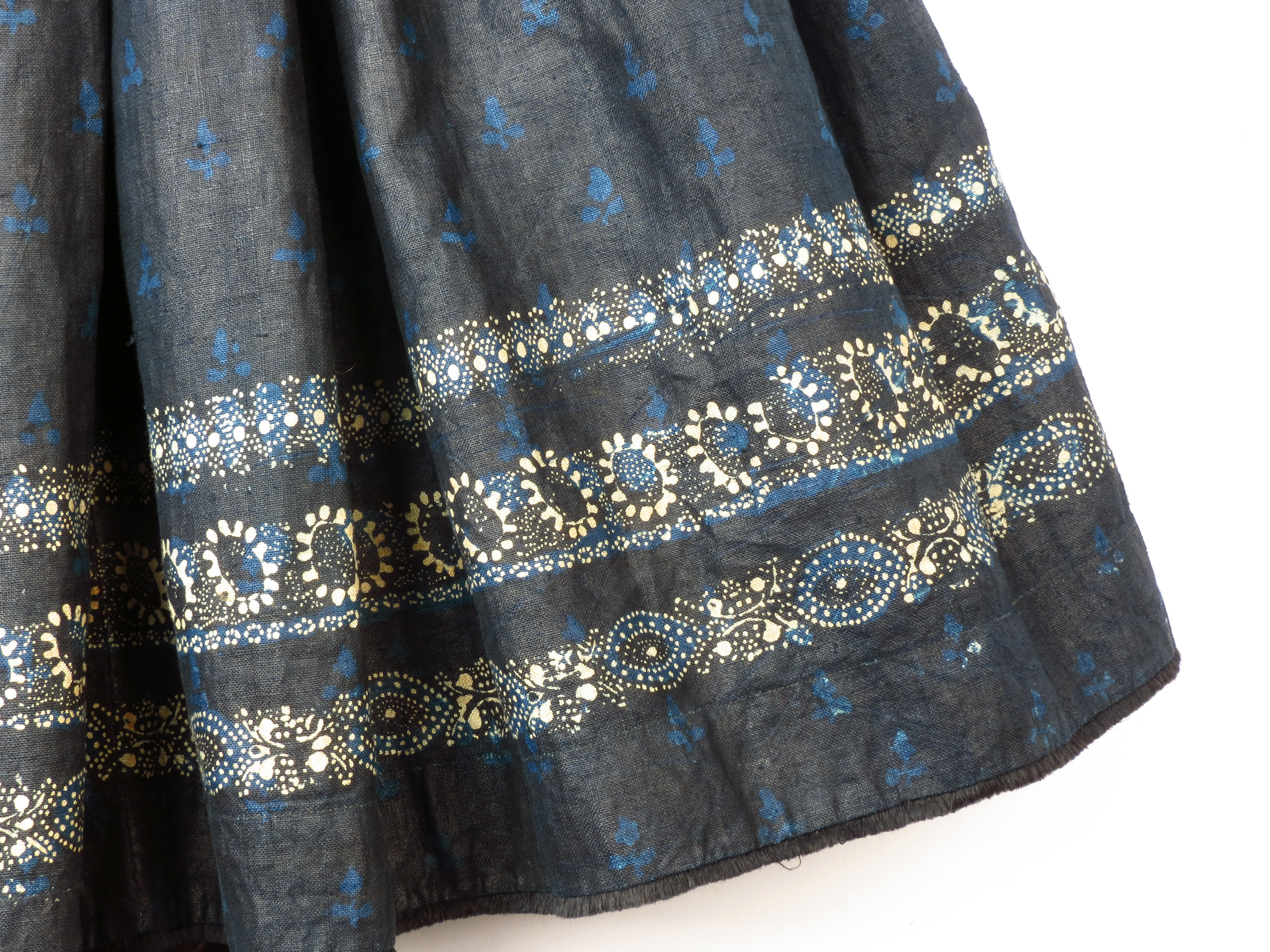
спідниця "farbonica" - Підгаль, 1947 р., колекція Державного етнографічного музею у Варшаві

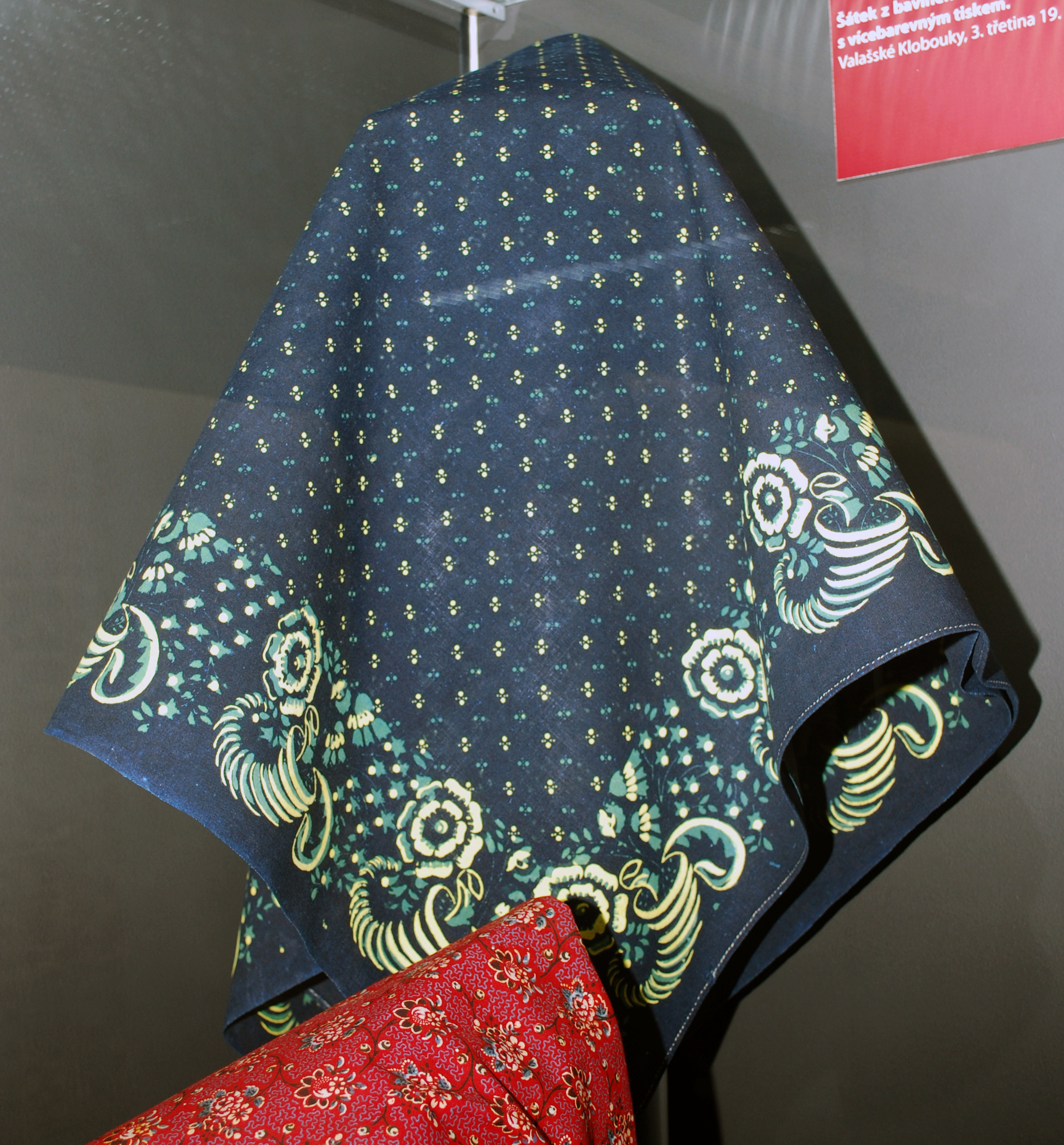
Печатна хустка, Богемія 19 століття, колекція Волоського музею в природі

Тканина з набивним малюнком — лляна або бавовняна тканина, домоткана або фабричного виробництва з яскравим — зазвичай білим — візерунком.

## Регіональні особливості

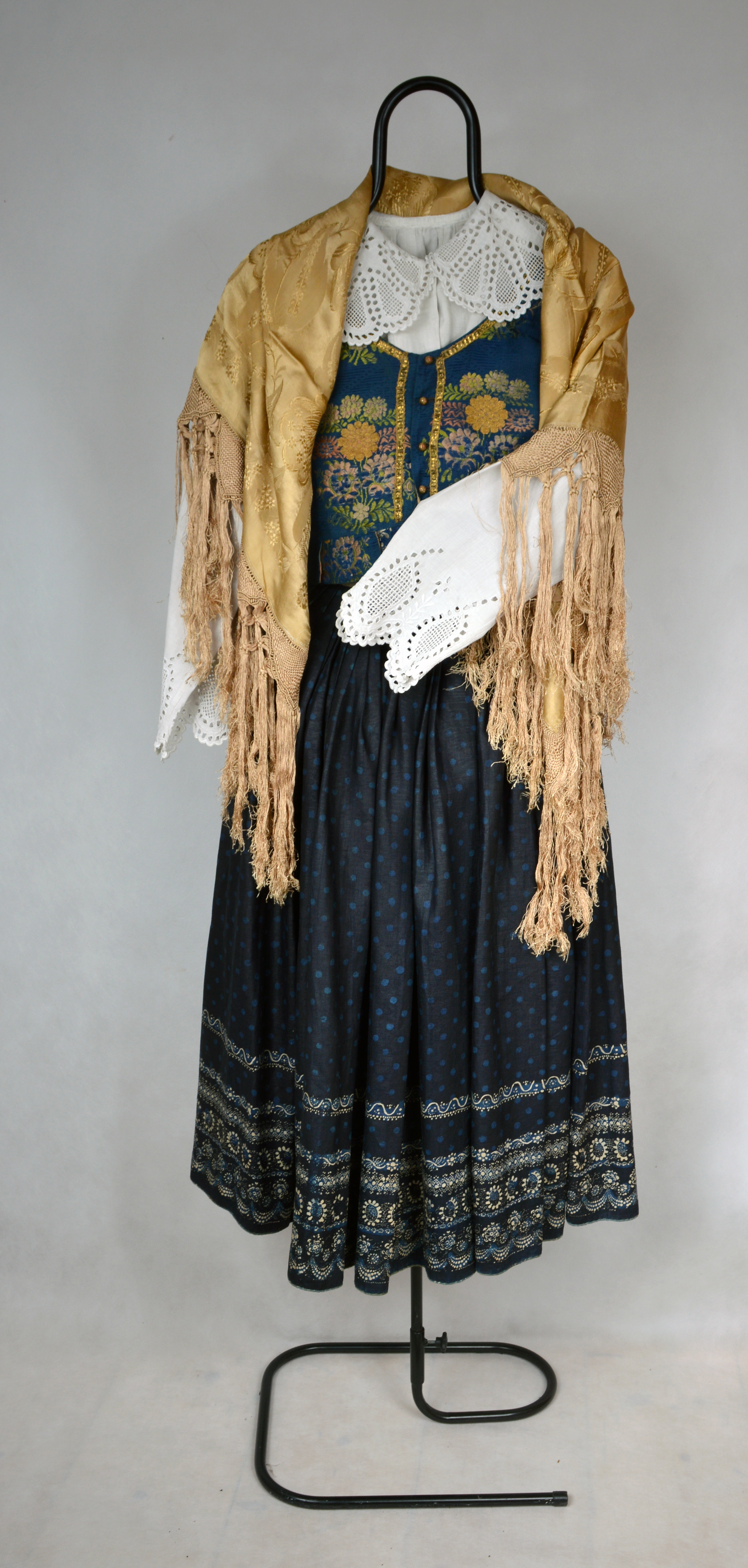
Спідниця з набивної тканини в костюмі підгальського горянина - колекція Татранського музею. д-ра Титуса Халубінського в Закопане

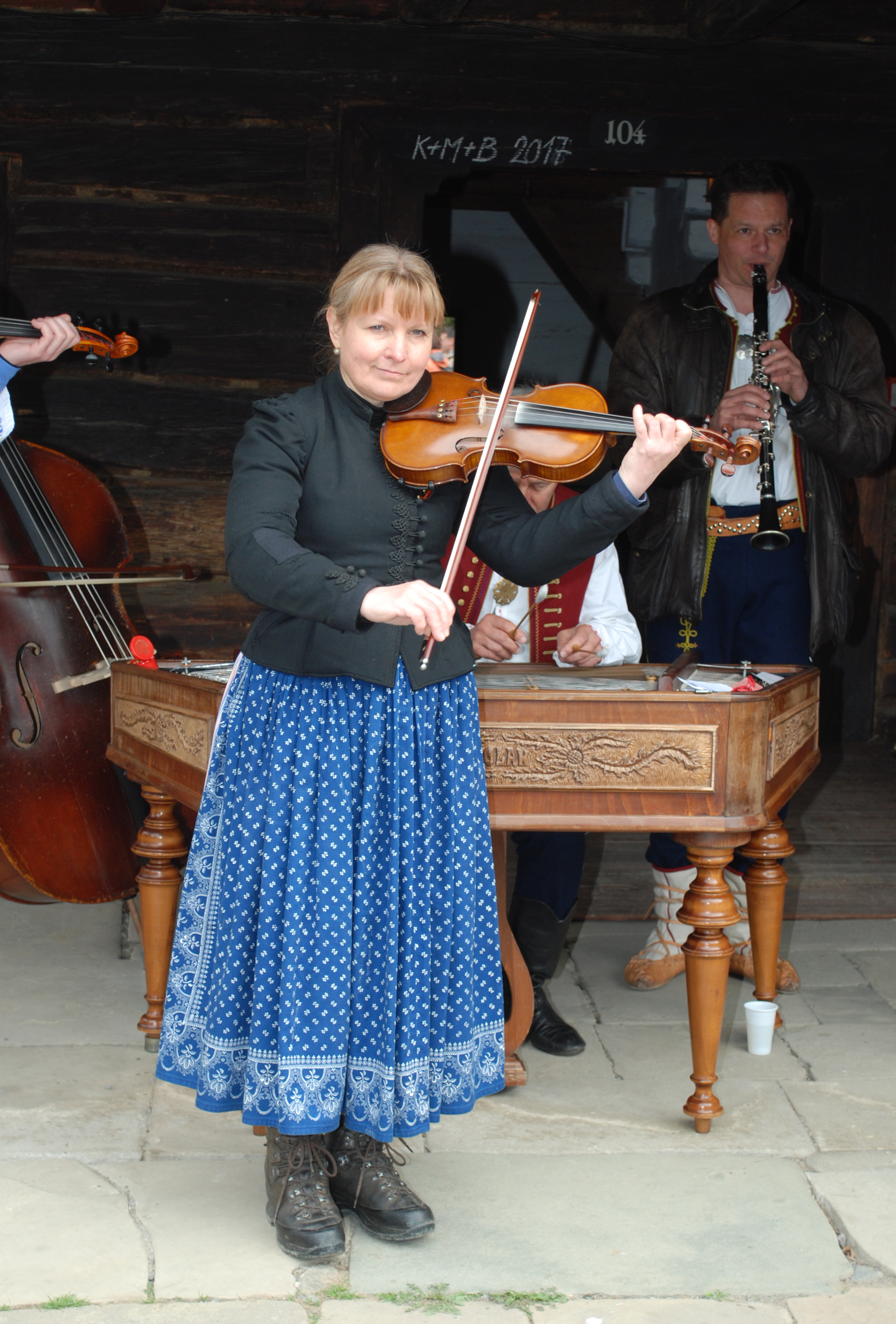
Скрипалька у традиційній принтованій спідниці - Чехія, 2017 р

ЇЇ виробляли в різних частинах Європи, напр. у Моравії, Спіші та Ельзасі з 18 ст. Особливістю, яка поєднувала ельзаські тканини з тканинами, виробленими в Центральній Європі, був блакитний колір, від якого походять загальна назва "синій друк", наприклад, modrotisk — у Моравії  , modrotlač — у Словаччині, blaudruck — у різних регіонах Німеччини, у Підгалі — спідниці, виготовлені цієї тканини у підгальських горян називають farbonica . Значне зростання популярності цього виду тканини припадає на другу половину 19 століття і пов'язане з розвитком ткацького виробництва. Тому набивна тканина подешевшала і стала постійним матеріалом для традиційного одягу, зокрема в Моравській Валахії, Підгалі та Спіші. З цих тканин виготовляли різноманітні елементи жіночого народного костюма: хустки, сорочки, насамперед спідниці та запаски  . Більшість синьодрукарських майстерень у Словаччині діяли до середини 20 століття. У 2018 році проект було внесено ЮНЕСКО до списку нематеріальної культурної спадщини людства. Запис спільний для Чехії, Угорщини, Німеччини, Австрії та Словаччини.

## Техніка виробу
На попередньо очищений від усіх забруднень лляний матеріал, потім бавовняний, так званим друкарським блоком наносили відповідну густу непроникну масу, так званий "резерв". Після висихання тканину обмивали холодними розчинами синіх барвників – індиго, які отримували з рослин. Щоб отримати два кольори візерунка, після висихання блоками наносили ще один шар маси і знову заливали фарбою. Потім їх висушували і промивали, щоб позбутися від засохлої маси. У місцях розташування маси тканина залишалася нефарбованою. Маса, яка була секретом кожного фарбувальника, не могла бути ні надто густою (бо не проникала б у тканину), ні надто рідкою (бо не залишалася на тканині). Ця техніка фарбування називається батик . Деякі красильники використовували віск і грязь для виготовлення мас.
Друкарський блок складався з двох дерев’яних дощок, з’єднаних шпильками. Одна з них мала бортик, різьблений або зашитий тонкими металевими прутами. Ця поверхня була позитивом зображення, що виникало на тканині ( негатив ). Друга дошка кріпилася зверху і служила ручкою. Друкарський блок готував сам красильщик або замовляв у скульптора  .

## Музейні колекції
Елементи жіночого одягу (хустки, спідниці), пошиті з набивного полотна, серед ін. в колекціях таких музеїв, як Валаський музей просто неба, Державний етнографічний музей у Варшаві , Татранський музей ім. д-ра Титуса Халубінського в Закопаному.
Друкарські блоки знаходяться в колекції напр. Етнографічний музей у Мартіні (філія Словацького національного музею ) . У польській літературі на цю тему, одяг з набивної тканини називали  власне у словацькому контексті — drukowanicami.